# Sumba (Indonesien)
Sumba (indonesisk: Pulau Sumba) er en ø i det østlige Indonesien, og er en af de små Sundaøer. Sumba hører til provinsen Nusa Tenggara Timur. Den største by på øen er Waingapu. Sumba har et areal på 11.153 km ², og befolkningen var 656.259 ved folketællingen i 2010.